# یواس‌اس ژنو (ای‌پی‌ای-۸۶)
یواس‌اس ژنو (ای‌پی‌ای-۸۶) (به انگلیسی: USS Geneva (APA-86))نام یک کشتی نظامی با کاربری سرباز بری، نیروی دریایی ایالات متحده‌ی آمریکا با طول ۴۲۶ فوت (۱۳۰ متر) است که در جنگ جهانی دوم در خدمت ارتش این کشور بوده است. این کشتی در سال ۱۹۴۵ ساخته شد.